# 進歩自由党 (バハマ)
進歩自由党（しんぽじゆうとう、英語: Progressive Liberal Party、略称はPLP）は、バハマの大衆主義、社会自由主義政党。政治的スペクトルでは中道左派に属する。2017年バハマ総選挙でペリー・クリスティーが再選に失敗した後、フィリップ・デイヴィスが党首となっている。

## 党史
進歩自由党は1953年、ウィリアム・カートライト、サイリル・スティーブンソン、ヘンリー・ミルトン・テイラーによって結成された。バハマ初の国政政党だった。
進歩自由党を1967年の総選挙における勝利に導いたのはバハマの初代首相リンデン・ピンドリングだった。社会主義の視点から、一部の私有会社を国有化した。以降、1992年の総選挙でヒューバート・イングラハム率いる自由国民運動に敗れ下野するまで25年間もの間、ピンドリングが政権を維持した。新たに党首となったペリー・クリスティーが2002年総選挙において勝利に導き、10年ぶりに自由国民運動から政権を奪還。2007年バハマ総選挙でイングラハム率いる自由国民運動に再び敗れるまで首相を務めた。
2012年バハマ総選挙において、進歩自由党は38議席のうち29議席を獲得して地滑り的に勝利し、クリスティーが再び2012年5月8日に首相に就任した。この選挙で敗北したイングラハムは政界引退を宣言した。
2017年5月10日の総選挙で自由国民運動に大敗し野党に転落。2021年9月16日の総選挙では39議席のうち32議席を獲得し政権を奪還、翌17日に党首のフィリップ・デイヴィスが首相に就任した。

## 選挙結果
| 年     | 得票数 | 得票率 | 議席数  | +/– | 順位  | 立場     |
| ------ | ------ | ------ | ------- | --- | ----- | -------- |
| 1962年 | 32,261 | 43.9   | 8 / 33  | 8   | 第2党 | 野党     |
| 1967年 | 19,408 | 45.0   | 18 / 38 | 10  | 第1党 | 少数与党 |
| 1968年 | 29,156 | 62.8   | 29 / 38 | 11  | 第1党 | 多数与党 |
| 1972年 | 28,599 | 57.9   | 29 / 38 | 0   | 第1党 | 多数与党 |
| 1977年 | 35,090 | 54.7   | 30 / 38 | 1   | 第1党 | 多数与党 |
| 1982年 | 42,995 | 56.9   | 32 / 43 | 2   | 第1党 | 多数与党 |
| 1987年 | 48,339 | 53.5   | 31 / 49 | 1   | 第1党 | 多数与党 |
| 1992年 | 50,258 | 44.7   | 16 / 49 | 15  | 第2党 | 野党     |
| 1997年 | 49,932 | 41.9   | 5 / 40  | 11  | 第2党 | 野党     |
| 2002年 | 66,901 | 51.8   | 29 / 40 | 24  | 第1党 | 多数与党 |
| 2007年 | 64,637 | 47.0   | 18 / 41 | 11  | 第2党 | 野党     |
| 2012年 | 75,815 | 48.6   | 29 / 38 | 11  | 第1党 | 多数与党 |
| 2017年 | 59,164 | 37.0   | 4 / 39  | 25  | 第2党 | 野党     |
| 2021年 | 66,407 | 53.25  | 32 / 38 | 28  | 第1党 | 多数与党 |